# CD302
CD302, или CLEC13A (англ. C-type lectin domain family 13 member A, лектин С-типа домен семейство 13 член A) — мембранный белок, лектин типа С. Продукт гена человека CD302.

## Тканевая специфичность
Экспрессирован в умеренном количестве на моноцитах, миелоидных дендритных клетках крови, низкий уровень обнаружен на плазмацитоидных дендритных клетках крови, а также макрофагах и дендритных клетках моноцитарного происхождения. Наивысший уровень находится в печени, лёгких, лейкоцитах периферической крови, селезёнке. При лимфоме Ходжкина изоформы 2 и 3 экспрессируются клетками Ходжкина-Рида-Штернберга.

## Функции
Белок относится к суперсемейству белков CTL/CTLD (лектин типа С/лектин типа С-подобный домен). Члены этого семейства имеют сходную белковую структуру и обладают разнообразными функциями, такими как адгезия клеток, межклеточная передача сигнала, метаболизм гликопротеинов, роль в воспалении и иммунном ответе. CD302 является мультифункциональным рецептором, который играет роль в клеточной адгезии, миграции, а также в эндоцитозе и фагоцитозе..

## Структура
Является трансмембранным белком 1-го типа. Белок состоит из 210 аминокислот, содержит один трансмембранный домен. Внеклеточный домен содержит 1 участока N-гликозилирования аспарагинового остатка и 1 дисульфидную связь.